# Jean Fort (éditeur)
Pour les articles homonymes, voir Fort.
Jean-Marie Fort dit Jean Fort, né à Betchat (Ariège) le 1er avril 1883 et mort à Paris (15e) le 3 septembre 1968, est un éditeur français, actif à Paris entre 1907 et 1939, spécialisé dans les ouvrages à caractère érotique.

## Biographie
Jean-Marie Fort est le neveu de l'éditeur et libraire parisien Pierre Fort, qui ouvrit boutique 46 rue du Temple (1895-1901), puis 19 rue du Temple (1901-1904). Début 1898, Pierre Fort édite entre autres L'Amour en visites d'Alfred Jarry, ouvrage que salue Rachilde ; il publie aussi l'anarchiste Jacques Prolo (La Caverne antisémite, 1902) et quantité de « petits ouvrages curieux » ayant trait à la sexualité et aux paraphilies — telle la flagellation. Sa librairie est reprise en 1904 par un certain L. Chaubard jusqu'en 1928, comme en témoignent les réclames relatives à leurs ouvrages publiées en dernières pages des journaux.
De son côté, en 1907, Pierre exploite un fonds sous le nom de Bergès, au 66 boulevard de Magenta. C'est à cette époque que, grâce à son oncle, Jean ouvre à son tour boutique au 71-73, rue du Faubourg Poissonnière, pour y publier des ouvrages licencieux dépendant du fonds Pierre Fort, mais, aussi et bien vite, à la fois sous son propre nom, puis sous des marques différentes : « Collection Précieuse », « Quebec: Sweetgra's » (1910-1913) et « Bibliothèque des deux hémisphères » (1911). Ces ouvrages sont parfois illustrés par des artistes comme Léon Roze et Louis Malteste.
Jean Fort se marie à Paris en 1907 avec Berthe Bouquet ; son oncle Pierre est témoin du mariage.
Le 3 août 1910, Pierre attaque en justice son neveu pour usurpation de titres à son profit et détournements de gravures. Or, il apparut que l'un de ces titres, Le Tableau de l'amour dans le mariage, était de Nicolas Venette, un auteur du XVIIe siècle, conservé à la Bibliothèque nationale, et Pierre l'avait caviardé et recomposé à l'aide d'autres textes également très anciens. Dès lors, les droits sur cet ouvrage étaient libres. En novembre 1912, Pierre fut débouté.
En 1908, Jean Fort publie Comtesse du Fouet. Belle et terrible, et en 1913, Le Journal d'une masseuse, parmi les premiers ouvrages de Pierre Mac Orlan, mais sous les noms respectifs de « Pierre Dumarchey » et de « La Vrille », lequel en utilisera d'autres.
En juin 1913, il fonde la Librairie de la Nouvelle France. En mars 1921, il cède sa librairie du Faubourg Poissonnière à Paul Barlet (dit Paul Héon), ami de Willy et Colette, directeur-propriétaire des Éditions de la Librairie des Lettres.
Entre 1921 et 1925, Jean Fort déménage boutique au 39 puis au 12 rue de Chabrol. Il lance à cette époque la marque « Collection des Orties Blanches » et « Libraire du bon vieux temps », la première étant sans doute la plus réputée et la plus pérenne. À partir du 15 janvier 1926, il occupe un local situé 79, rue de Vaugirard. À cette adresse sont édités de remarquables ouvrages illustrés, parfois sous pseudonyme, par Malteste (« Jacques d'Icy »), René Lelong, Luc Lafnet (« Jim Black »), Martin Van Maele, Sylvain Sauvage, Daniel Girard, Jean Émile Laboureur, Chéri Hérouard (Herric), Léon Courbouleix (« J. X. Dumulion »), Léo Fontan (« Fontana »), Pierre Noël (« Léon Pierre »), Henry Schick, Lucien Métivet, et pas mal d'inconnus (ou non identifiés) tels Pierre Belotti, Carlo, N. Carman, Davanzo, P. Dmitrow, Silex, Gaston Smit (« Georges Topfer »). Les dernières marques d'édition sont « Aux Galants Passe-temps » et « Au Cabinet du Livre », cette dernière semble suspendue en 1939-1940,,, mais elle reste le nom de son échoppe au moins jusqu'en 1943. Il est possible que durant la Seconde Guerre mondiale, il soit l'éditeur associé d'une affiche de propagande anti-britannique.
En 1936, Fort est domicilié rue Émile-Duclaux avec son épouse et leur fille Janine. 
Louis Perceau rédigea de nombreuses préfaces pour Jean Fort, qui fut par ailleurs le premier éditeur de Pascal Pia. Les ouvrages étaient envoyés par correspondance et, sous certaines conditions, ne devaient pas être exposés à la vue de tous. Dans les années 1950, toujours libraire à Paris, certains de ses anciens ouvrages sont condamnés par le tribunal correctionnel pour exposition.
Il meurt à Paris le 3 septembre 1968.